# Kazachs curlingteam (vrouwen)
Het Kazachse curlingteam vertegenwoordigt Kazachstan in internationale curlingwedstrijden.

## Geschiedenis
Kazachstan nam voor het eerst deel aan een groot toernooi tijdens het Europees kampioenschap van 2004 in de Bulgaarse hoofdstad Sofia. De eerste interland ooit werd verloren van Ierland: 12-8. Het was een start van een dramatisch toernooi, waarin Kazachstan al z'n wedstrijden verloor. Een jaar later was het land opnieuw present. Ditmaal kon het team één wedstrijd winnen: 7-5 tegen Bulgarije. Na dit toernooi nam Kazachstan niet meer deel aan het Europees kampioenschap. Dit kwam mede doordat de enige curlinggelegenheid in Kazachstan gerenoveerd werd, waardoor het team geen trainingsfaciliteiten meer had. In 2007 was Kazachstan wel nog te zien tijdens de Aziatische Winterspelen, maar ook daar verloor het team al z'n zes wedstrijden.
In 2011 werd de Kazachse nationale curlinghal heropend en kondigde de Kazachse Curlingassociatie aan dat het land opnieuw zou deelnemen aan het Europees kampioenschap. Echter, ook in 2011 was Kazachstan niet present. In plaats daarvan nam het land in 2012 deel aan het Pacifisch-Aziatisch kampioenschap, waarmee het definitief afscheid nam van het Europese curling. Maar een verbetering van de prestaties bracht de overstap niet meteen met zich mee. Ook in 2012 werd slechts één wedstrijd gewonnen. Vanaf 2013 schitterde Kazachstan wederom in afwezigheid op het internationale curlingtoneel. In 2015 maakte het land zijn wederoptreden op het internationale curlingtoneel, tijdens het Pacifisch-Aziatisch kampioenschap dat in eigen land werd georganiseerd. Het liep echter in de openingswedstrijd een blamage van formaat op: Kazachstan verloor met 20-0 van Zuid-Korea, de grootste nederlaag uit de geschiedenis van het land. In 2021, toen het regionale kampioenschap wederom in Kazachstan plaatsvond, sleepte het Kazachse team voor het eerst een medaille in de wacht door als derde te eindigen
Na de editie van 2021 werd het Pacifisch-Aziatisch kampioenschap opgeheven en vervangen door het pan-continentaal kampioenschap. In de eerste editie van dit toernooi eindigde Kazachstan op de zevende plaats. In 2023 ontbrak Kazachstan op de deelnemerslijst. Sedert 2024 komt het land uit in de B-divisie.

## Kazachstan op het pan-continentaal kampioenschap
| \| Jaar \| Plaats \| Skip \| WG \| W \| V \| PV \| PT \| \| ---- \| ------------- \| ----------------- \| ------------- \| ------------- \| ------------- \| ------------- \| ------------- \| \| 2022 \| 7 \| Angelina Jebauyer \| 8 \| 2 \| 6 \| 35 \| 74 \| \| 2023 \| Geen deelname \| Geen deelname \| Geen deelname \| Geen deelname \| Geen deelname \| Geen deelname \| Geen deelname \| \| 2024 \| 11 \| Angelina Jebauyer \| 9 \| 7 \| 2 \| 80 \| 40 \| |               |                   |               |               |               |               |               |
| Jaar | Plaats        | Skip              | WG            | W             | V             | PV            | PT            |
| 2022 | 7             | Angelina Jebauyer | 8             | 2             | 6             | 35            | 74            |
| 2023 | Geen deelname | Geen deelname     | Geen deelname | Geen deelname | Geen deelname | Geen deelname | Geen deelname |
| 2024 | 11            | Angelina Jebauyer | 9             | 7             | 2             | 80            | 40            |

## Kazachstan op het Pacifisch-Aziatisch kampioenschap
| Jaar | Plaats        | Skip              | WG            | W             | V             | PV            | PT            |
| ---- | ------------- | ----------------- | ------------- | ------------- | ------------- | ------------- | ------------- |
| 2012 | 6             | Olga Ten          | 10            | 1             | 9             | 44            | 97            |
| 2013 | Geen deelname | Geen deelname     | Geen deelname | Geen deelname | Geen deelname | Geen deelname | Geen deelname |
| 2014 | Geen deelname | Geen deelname     | Geen deelname | Geen deelname | Geen deelname | Geen deelname | Geen deelname |
| 2015 | 4             | Olga Ten          | 9             | 2             | 9             | 37            | 129           |
| 2016 | 7             | Ramina Joenicheva | 7             | 1             | 6             | 30            | 98            |

| Jaar | Plaats        | Skip              | WG            | W             | V             | PV            | PT            |
| ---- | ------------- | ----------------- | ------------- | ------------- | ------------- | ------------- | ------------- |
| 2017 | Geen deelname | Geen deelname     | Geen deelname | Geen deelname | Geen deelname | Geen deelname | Geen deelname |
| 2018 | 6             | Sitora Allijarova | 6             | 2             | 4             | 35            | 50            |
| 2019 | 7             | Sitora Allijarova | 7             | 2             | 5             | 43            | 74            |
| 2021 | 3             | Sitora Allijarova | 7             | 2             | 5             | 33            | 61            |

## Kazachstan op het Europees kampioenschap
| Jaar | Plaats        | Skip          | WG            | W             | V             | PV            | PT            |
| ---- | ------------- | ------------- | ------------- | ------------- | ------------- | ------------- | ------------- |
| 1992 | Geen deelname | Geen deelname | Geen deelname | Geen deelname | Geen deelname | Geen deelname | Geen deelname |
| 1993 | Geen deelname | Geen deelname | Geen deelname | Geen deelname | Geen deelname | Geen deelname | Geen deelname |
| 1994 | Geen deelname | Geen deelname | Geen deelname | Geen deelname | Geen deelname | Geen deelname | Geen deelname |
| 1995 | Geen deelname | Geen deelname | Geen deelname | Geen deelname | Geen deelname | Geen deelname | Geen deelname |
| 1996 | Geen deelname | Geen deelname | Geen deelname | Geen deelname | Geen deelname | Geen deelname | Geen deelname |
| 1997 | Geen deelname | Geen deelname | Geen deelname | Geen deelname | Geen deelname | Geen deelname | Geen deelname |
| 1998 | Geen deelname | Geen deelname | Geen deelname | Geen deelname | Geen deelname | Geen deelname | Geen deelname |
| 1999 | Geen deelname | Geen deelname | Geen deelname | Geen deelname | Geen deelname | Geen deelname | Geen deelname |
| 2000 | Geen deelname | Geen deelname | Geen deelname | Geen deelname | Geen deelname | Geen deelname | Geen deelname |
| 2001 | Geen deelname | Geen deelname | Geen deelname | Geen deelname | Geen deelname | Geen deelname | Geen deelname |

| Jaar | Plaats        | Skip                 | WG            | W             | V             | PV            | PT            |
| ---- | ------------- | -------------------- | ------------- | ------------- | ------------- | ------------- | ------------- |
| 2002 | Geen deelname | Geen deelname        | Geen deelname | Geen deelname | Geen deelname | Geen deelname | Geen deelname |
| 2003 | Geen deelname | Geen deelname        | Geen deelname | Geen deelname | Geen deelname | Geen deelname | Geen deelname |
| 2004 | 21            | Olga Zajtseva        | 5             | 0             | 5             | 21            | 74            |
| 2005 | 21            | Jekaterina Gorkoesja | 6             | 1             | 5             | 19            | 57            |
| 2006 | Geen deelname | Geen deelname        | Geen deelname | Geen deelname | Geen deelname | Geen deelname | Geen deelname |
| 2007 | Geen deelname | Geen deelname        | Geen deelname | Geen deelname | Geen deelname | Geen deelname | Geen deelname |
| 2008 | Geen deelname | Geen deelname        | Geen deelname | Geen deelname | Geen deelname | Geen deelname | Geen deelname |
| 2009 | Geen deelname | Geen deelname        | Geen deelname | Geen deelname | Geen deelname | Geen deelname | Geen deelname |
| 2010 | Geen deelname | Geen deelname        | Geen deelname | Geen deelname | Geen deelname | Geen deelname | Geen deelname |
| 2011 | Geen deelname | Geen deelname        | Geen deelname | Geen deelname | Geen deelname | Geen deelname | Geen deelname |

Andorra · Australië · België · Brazilië · Bulgarije · Canada · China · Chinees Taipei · Denemarken · Duitsland · Engeland · Estland · Filipijnen · Finland · Frankrijk · Groot-Brittannië · Hongarije · Hongkong · Ierland · Italië · Jamaica · Japan · Kazachstan · Kenia · Kroatië · Letland · Litouwen · Luxemburg · Mexico · Nederland · Nieuw-Zeeland · Nigeria · Noorwegen · Oekraïne · Oostenrijk · Polen · Portugal · Qatar · Roemenië · Rusland · Schotland · Servië · Slovenië · Slowakije · Spanje · Thailand · Tsjechië · Tsjecho-Slowakije · Turkije · Verenigde Staten · Wales · Wit-Rusland · Zuid-Korea · Zweden · Zwitserland